# Bathypathes platycaulus
Bathypathes platycaulus är en korallart som beskrevs av Totton 1923. Bathypathes platycaulus ingår i släktet Bathypathes och familjen Schizopathidae. Inga underarter finns listade i Catalogue of Life.